# クローバー・シリーズ 早春の港
『クローバー・シリーズ 早春の港』（ - そうしゅんのみなと）は、南沙織3枚目のコンパクト盤。1973年6月1日発売。発売元はCBSソニー。規格品番: SOLD-9。

## 解説
CBSソニーから発売されていたA面2曲、B面2曲、計4曲を収録したコンパクト盤『クローバー・シリーズ』の南沙織盤第3弾。
見開き型となっており、開くと4曲の歌詞が掲載されている。
裏にはシングル『早春の港』『哀愁のページ』のジャケット、アルバム『早春のハーモニー』のジャケットが掲載されている。

## 収録曲

### Side A
1. 早春の港
  - 作詞: 有馬三恵子、作曲・編曲: 筒美京平
2. あの場所から
  - 作詞: 山上路夫、作曲: 筒美京平、編曲: 高田弘
  - アルバム『早春のハーモニー』からの収録。

### Side B
1. 哀愁のページ
  - 作詞: 有馬三恵子、作曲・編曲: 筒美京平
2. 魚たちはどこへ
  - 作詞: 有馬三恵子、作曲・編曲: 筒美京平

## 関連作品
- 『南沙織 クローバー・シリーズ』

クローバー・シリーズ 17才
クローバー・シリーズ 純潔
クローバー・シリーズ 色づく街
クローバー・シリーズ バラのかげり / ひとかけらの純情
クローバー・シリーズ 夜霧の街 / 夏の感情
クローバー・シリーズ 17才 / 純潔
クローバー・シリーズ 想い出通り / 女性
クローバー・シリーズ 色づく街 / 哀愁のページ
シンシアのクリスマス
クローバー・シリーズ ひとねむり / 人恋しくて